# Младен (село)
Младèн е село в Северна България, община Севлиево, област Габрово.

## География
Село Младен се намира на около 26 km север-северозападно от центъра на град Габрово и 10 km североизточно от град Севлиево. Разположено е в Предбалкана, в североизточната част на Севлиевските височини – Крушевския рид. Два потока – от север през селото и от югоизток покрай него събират водите си в започващата в югозападния му край долина и ги вливат на около 4 km западно в теснината на язовир „Александър Стамболийски“. Тесен асфалтиран път води от селото до югоизточния край на язовира, отстоящ на около километър и половина север-северозападно – на територията на област Велико Търново, край който има вили и бунгала. Климатът е умереноконтинентален. Надморската височина в центъра на селото е около 416 m.
Общинският път, минаващ през село Младен, води на югозапад през село Крушево към Севлиево, а на североизток – към село Добромирка и връзка с третокласния републикански път III-405.
Населението на село Младен, наброявало 1250 души при преброяването към 1934 г., намалява до 486 към 1975 г., 236 към 2001 г. и 97 души (по текущата демографска статистика за населението) към 2019 г.

## История
Освободителната война (1877 – 1878 г.) заварва село Младен (село Букурово) чисто турско село. През лятото на 1883 г. турците се изселват през Варна за Турция. През есента на 1883 г. и следващите години идват преселници от Габровско, Севлиевско и Дряновско и се заселват в опразненото от турското население село.
През 1951 г. дотогавашното село Буку̀рово е преименувано на Младен – по партизанското име на Минчо Георгиев – Младен, убит на 1 април 1944 г. заедно с Митко Палаузов.
При избухването на Балканската война през 1912 година, един човек от Букурово е доброволец в Македоно-одринското опълчение.
Във фондовете на Държавния архив Габрово се съхраняват значими за историята на селото документи от съответни периоди на/за:
- Църковно настоятелство при църква „Св. Параскева“ – с. Младен, Габровско; фонд 328K; 1921 – 1948;[8]
- Народно основно училище „Васил Левски" – с. Букорово (с. Младен), Габровско; фонд 464K; 1898 – 1944; с промени в наименованието на фондообразувателя;[3]
- Народно читалище „Просвета“ – с. Букорово (с. Младен), Габровско; фонд 793K; 1918 – 1944;[9] и фонд 848; 1944 – 1970;[10]
- Трудово кооперативно земеделско стопанство (ТКЗС) „Йото Иванов“ – с. Младен, Габровско; фонд 264; 1955 – 1958; с промени в наименованието на фондообразувателя;[11]
- Начално училище „Васил Левски“ – с. Младен, Габровско; фонд 601; 1918 – 1972; с промени в наименованието на фондообразувателя;[12]
- Местно земеделско професионално сдружение – с. Младен (Букорово), Габровско; фонд 672; 1936 – 1950;[13]

## Население
Преброяване на населението през 2011 г.
Численост и дял на етническите групи според преброяването на населението през 2011 г.:
|                     | Численост | Дял (в %) |
| Общо                | 161       | 100,00    |
| Българи             | 158       | 98,13     |
| Турци               | 0         | 0,00      |
| Цигани              | 0         | 0,00      |
| Други               | 0         | 0,00      |
| Не се самоопределят | 0         | 0,00      |
| Неотговорили        | 3         | 1,86      |

## Обществени институции
Село Младен към януари 2021 г. е център на кметство Младен.
В село Младен към януари 2021 г. има:
- действащо читалище „Просвета – 1918“;[17][18]
- православна църква „Света Параскева“;[19]
- пощенска станция.[20]

## Културни и природни забележителности
В центъра на селото има паметник на партизаните Йото Иванов Генев (Русчо) и Минчо Георгиев Андреев (Младен).
Съборът на селото е в последната събота на месец октомври.

## Личности
- Мехмет Куртдерели – роден през 1864 г. в село Букурово (Младен), починал през 1939 г. в Балъкесир, Турция, пехливанин.[21][22].